# Heike Renate Peitsch
Heike Renate Peitsch (* 8. Februar 1963 in Köln) ist eine deutsche Diplomatin. Sie ist seit August 2023 die deutsche Botschafterin in Luxemburg.

## Leben
Nach dem Abitur begann Heike Peitsch ein Studium der Volkswirtschaftslehre an der Universität zu Köln, das sie 1987 mit dem Diplom abschloss. 1991 promovierte sie an der Universität zu Köln zum Thema Kooperation zwischen Ost und West im Umweltbereich.

## Laufbahn
1988 trat sie in den Auswärtigen Dienst ein und fand nach der Attachéausbildung sowie der Laufbahnprüfung für den höheren Dienst 1990 zunächst Verwendung in der Zentrale des Auswärtigen Amtes, ehe sie zwischen 1991 und 1994 Ständige Vertreterin des Botschafters in Burundi war. Nach weiterer Tätigkeit im Auswärtigen Amt sowie an der Botschaft in Israel wurde Peitsch im Jahr 2000 stellvertretende Leiterin eines Referats in der Abteilung für Globale Fragen im Auswärtigen Amt.
Von 2004 bis 2007 war sie Botschafterin der Bundesrepublik Deutschland in Armenien mit Sitz in Jerewan. Ihre Nachfolgerin in Jerewan wurde Andrea Wiktorin. Von 2007 bis 2010 war Peitsch im Auswärtigen Amt in Berlin. Von 2010 bis 2013 war sie Leiterin der Abteilung für Wirtschaft und Wissenschaft an der deutschen Botschaft Moskau. Von 2013 bis 2016 war sie Generalkonsulin der Bundesrepublik Deutschland in St. Petersburg. 2016 übernahm sie die Leitung der deutschen Botschaft in Tiflis; 2018 kehrte sie in das Auswärtige Amt nach Berlin zurück, wo sie als Inspekteurin tätig war.
Seit Sommer 2023 leitet sie die deutsche Botschaft Luxemburg.

## Veröffentlichungen
- Kooperation zwischen Ost und West im Umweltbereich, Inaugural-Dissertation an der Universität Köln, 1991